# Holocentropus consobrinus
Holocentropus consobrinus là một loài Trichoptera hóa thạch trong họ Polycentropodidae.